# Jean-Louis Demiéville
Jean-Louis Demiéville (* 28. April 1809 in Chavornay; † 12. November 1876 in Yverdon) war ein Schweizer Politiker. Von 1857 bis zu seinem Tod gehörte er dem Nationalrat an, ausserdem war er Staatsrat des Kantons Waadt.

## Biografie
Der Sohn eines reformierten Pastors studierte Recht an der Akademie Lausanne und war von 1826 bis 1829 Mitglied der Zofingia. Nachdem Demiéville 1833 das Anwaltspatent erworben hatte, war er von 1834 bis 1844 sowie 1846 am Waadtländer Appellationsgericht tätig. Von 1839 bis 1862 war er Anwalt und Notar in Yverdon. Darüber hinaus amtierte er ab 1869 als Ersatzrichter am Kantonsgericht. Im Militär hatte er den Rang eines Majors, ab 1843 war er Redaktor der Zeitung Journal d’Yverdon.
Für die Liberal-Konservativen sass Demiéville von 1832 bis 1845 sowie von 1853 bis 1870 im Waadtländer Grossen Rat. In den Jahren 1841 bis 1843 war er Waadtländer Gesandter an die Tagsatzung. Der Grosse Rat wählte ihn 1844 in den Staatsrat, worauf er dem Militärdepartement vorstand. Demiéville sprach sich gegen die Ausweisung der Jesuiten im Kanton Luzern aus, was 1845 zum Sturz der Regierung durch die Radikalliberalen führte. Er kandidierte bei den Nationalratswahlen 1857 und wurde im Wahlkreis Waadt-Nord gewählt, den er bis zu seinem Tod vertrat.